# Návrat divokých koní 2019
Návrat divokých koní 2019 je název devátého ročníku reintrodukčního projektu Zoo Praha s názvem Návrat divokých koní určeného na záchranu koní Převalského.
Akce probíhala ve spolupráci s Armádou ČR, ITG (International Takhi Group), Přírodní chráněnou oblastí Velká Gobi B i dalšími zoologickými zahradami v Evropě, které poskytly koně (Tierpark Berlin a Kölner Zoo, Německo). Finanční zajištění transportu využívá prostředků z projektu Tři koruny ze vstupu, které uvolňuje Magistrát Hl. města Prahy jako zřizovatel zoo, a také z projektu Pomáháme jim přežít.
Významným mezníkem pro rozvoj projektu bylo také to, že na počátku května 2019 schválil mongolský parlament rozšíření Přísně chráněné oblasti Velká Gobi B na takřka dvojnásobnou rozlohu (rozšíření z 9 271 km2 na 18 357 km2; pro srovnání rozloha Prahy je 496 km2, Národního parku Šumava 683 km2 a rozloha Středočeského kraje činí 10 929 km2.)
Transport tří koní směřoval stejně jako v předchozích letech a ročnících projektu do mongolského Tachin Talu v Gobi B. Akce se uskutečnila v termínu 18. a 19. června 2019.
V rámci projektu Tři koruny ze vstupu se podařilo pořídit také šest motocyklů a jeden terénní vůz.

## Výběr koní
Ze sedmi předvybraných koní se vybírali čtyři jedinci, tři klisny byly náhradnicemi. Jedna klisna se narodila v Zoo Praha. Další dvě klisny mají původ přímo v Chovné a aklimatizační stanici Zoo Praha v Dolním Dobřejově, kde také transport začíná. Zbylé čtyři klisny pak pocházejí ze zoologických zařízení v Německu (tři případy) a ve Švýcarsku (jeden případ). Věk všech těchto klisen je mezi dvěma a čtyřmi lety.
Jako hlavní kandidátky na převoz do Mongolska byly vybrány následující klisny koně Převalského:
- Spina (narozena 25. 7. 2014, Wisentgehege Springe, Německo; v Zoo Praha od 12. 4. 2017, později převezena do Dolního Dobřejova, byla v užším výběru již pro transport v roce 2018, nakonec ale došlo ke změnám.)
- Tara (narozena 18. 5. 2015, Chovná a aklimatizační stanice Zoo Praha v Dolním Dobřejově, jedná se o 224. mládě chovu Zoo Praha).
- Yara (narozena 30. 4. 2015, Wildnispark Zürich Langenberg, Švýcarsko, 14. 2. 2018 převezena do Zoo Praha a následně do Dolního Dobřejova)
- Tárik (narozena 6. 11. 2015, Zoo Praha, jedná se o 227. mládě chovu Zoo Praha, otec Len a matka Hara jsou k vidění v areálu zoo).

Náhradnice:
- Tania (narozena 13. 6. 2015, Chovná a aklimatizační stanice Zoo Praha v Dolním Dobřejově, jedná se o 225. mládě chovu Zoo Praha, byla v užším výběru již pro transport v roce 2018, nakonec však došlo ke změnám.)
- Lana (narozena 21. 8. 2016, Kölner Zoo, Německo, 27. 11. 2018 převezena do Zoo Praha, návazně do Dolního Dobřejova)
- Pepper (narozena 8. 5. 2015, Campo Pond, Hanau, Německo, 7. 2. 2019 převezena do Zoo Praha, návazně do Dolního Dobřejova).

Transport nakonec začal se třemi klisnami z výběru hlavních kandidátek (Spina,Tara, Tárik) a Taniou, která nahradila Yaru. Právě Tania si však již v připraveném letounu CASA v boxu sedla. Transport by mohl být riskantní, a tak došlo k leteckému převozu jen tří klisen do Mongolska. Tania byla přepravena do výběhu v Zoo Praha.

## Průběh transportu
Původně plánovaný harmonogram transportu počítal s odletem z 24. základny dopravního letectva v Praze-Kbelích v úterý 18. 6. ve 13.30. Následovat měla tradiční dvě mezipřistání v Kazani (19.30 až 20.30 středoevropského letního času) a Novosibirsku (1.30 až 2.30 středoevropského letního času). Přistání v Bulgan sumu bylo plánováno na středu 19. 6. v 5.45 středoevropského letního času, tedy 10.45 místního času. Vzhledem ke komplikacím s klisnou Taniou však došlo ke zpoždění oproti původnímu plánu. Nakonec letoun vzlétl z pražského kbelského letiště v 15.31 a po uskutečnění zmíněných mezipřistání přistál definitivně ve středu okolo deváté hodiny ranní LSEČ v Bulganu. Následovala přibližně šestihodinová cesta po zemi na místo určení vypouštění.

## Pohlednice z Mongolska
Zoo Praha tento ročník akce doplnila o větší zapojení veřejnosti ve formě tzv. Pohlednice z Mongolska. Lidé, kteří nějakou částkou přispěli na transport koní Převalského do Mongolska, mají dostat z Mongolska pohlednici s motivem akce a s podpisy jejích členů. O tento nápad byl podle ředitele zoo velký zájem.